# Moscati, el médico de los pobres
Moscati, el médico de los pobres es una miniserie televisiva italiana que narra la vida de Giuseppe Moscati, médico italiano que vivió entre 1880 y 1927, y que fue proclamado santo por el papa Juan Pablo II en 1987.

## Argumento
Está ambientada en el Nápoles de principios del siglo XX y trata de describir la vida del doctor Moscati. Siendo un joven médico consigue plaza en uno de los hospitales más duros de la zona: “el hospital de los incurables”. La miniserie narra la dedicación de su vida a los enfermos más pobres y a sus familias. En su camino se cruza la aristócrata Elena Cajafa, que le hará repensar su camino. También su amigo de la Universidad Giorgio, su hermana Nina y la joven Cloe forman parte de los personajes. Giuseppe Moscati fue una persona muy querida en el comienzo del siglo XX en Nápoles.
La película fue calificada por el departamento de cine de la Conferencia Episcopal Española como "deliciosa" y que es fiel a la vida y el carisma del santo.
Posteriormente fue estrenada una versión reducida de esta miniserie para los cines.

## Reparto
- Giuseppe Fiorello: Giuseppe Moscati
- Ettore Bassi: Giorgio Piromallo
- Kasia Smutniak: Elena Cajafa
- Paola Casella: Cloe
- Emanuela Grimalda: Sor Helga
- Antonella Stefanucci: Nina Moscati
- Carmine Borrino: Umberto
- Giuseppe Zeno: Arcangelo